# José Mera Cerezo
José Mera Cerezo (* Vinces, Ecuador, 18 de febrero de 1990). es un futbolista ecuatoriano que juega de mediocampista en el Manta FC de la Serie B de Ecuador.

## Clubes
| Club             | País    | Año       |
| ---------------- | ------- | --------- |
| Delfín SC        | Ecuador | 2005-2007 |
| Manta FC         | Ecuador | 2008-2011 |
| Malecón (Cedido) | Ecuador | 2011      |
| Manta FC         | Ecuador | 2012      |
| Mushuc Runa      | Ecuador | 2013      |
| Delfín SC        | Ecuador | 2014      |
| Fuerza Amarilla  | Ecuador | 2014      |
| Manta FC         | Ecuador | 2015      |

## Palmarés

### Campeonatos nacionales
| Título             | Club     | País    | Año  |
| ------------------ | -------- | ------- | ---- |
| Serie B de Ecuador | Manta FC | Ecuador | 2008 |